# Муљанка
Муљанка (рус. Муля́нка) је река у Пермском крају у Русији, лева притока реке Каме. Река је дугачка око 52 km, а површина њеног басена износи око 460,7 km².
Улива се у реку Кама у близини града Перма.